# Banda sonora de Grand Theft Auto IV
La banda sonora del juego Grand Theft Auto IV, al igual que en los anteriores juegos de la serie, está compuesta principalmente de estaciones de radio dentro del juego. Estas estaciones de radio pueden ser escuchadas cuando se conduce en casi todos los vehículos del juego. Las estaciones de radio en los últimos Grand Theft Auto han incluido música con licencia, música original hecha específicamente para el juego, programas radiofónicos hablados, y publicidad falsa. Este juego incluye 19 estaciones de radio y más de 200 canciones (ya sean originales o con licencia). De las 19 estaciones, 16 son estaciones musicales mientras que las otras 3 son de radio hablada.
Junto con las estaciones de radio, otra música se oye exclusivamente en determinados puntos del juego. Esto incluye la secuencia inicial de apertura y al caminar a través de los interiores de algunos edificios en el juego.
La banda sonora se puede ampliar al descargarse Grand Theft Auto: Episodes from Liberty City, extensión del videojuego original, que incluye 156 nuevas canciones y nuevas radios además de las ya existentes.

## Emisoras musicales
A continuación se muestra una lista completa de las estaciones de radio musicales y la lista predeterminada que aparecen en Grand Theft Auto IV y la programación musical de las mismas, como se cita en el manual del videojuego y en la tienda musical de mp3 Amazon.com.

### Electro-Choc
DJ: François Kevorkian y Crookers (contenido descargable)

Género: Electro house, post-punk, fidget house

#### Canciones
- Padded Cell - "Signal Failure"
- Black Devil Disco Club - "The Devil In Us (Dub)"
- One + One - "No Pressure (Deadmau5 remix)"
- Alex Gopher - "Brain Leech (Bugged Mind remix)"
- Kim Moyes - "B.T.T.T.T.R.Y. (Bag Raiders remix)"
- Simian Mobile Disco - "Tits & Acid"
- Nitzer Ebb - "Let Your Body Learn"
- Kavinsky - "Testarossa Autodrive (SebastiAn remix)"
- Chris Lake vs. Deadmau5 - "I Thought Inside Out (Original Mix)"
- Boys Noize - "& Down"
- Justice - "Waters of Nazareth"
- Killing Joke - "Turn to Red"
- Playgroup - "Make It Happen" (Instrumental Version)
- Liquid Liquid - "Óptimo"

### The Beat 102.7
DJ: Mister Cee y DJ Green Lantern

Género: Hip-hop, gangsta rap, East Coast hip hop, R&B

#### Canciones
Las canciones con asterisco (*) fueron removidas de la estación.
- Swizz Beatz - "Top Down"
- Nas - "War is Necessary"
- Kanye West & Dwele - "Flashing Lights"
- Joell Ortiz & Jadakiss & Saigon - "Hip Hop (remix)"
- Fat Joe & Lil Wayne - "The Crackhouse" (*)
- Mobb Deep - "Dirty New Yorker"
- Ghostface Killah & Kid Capri - "We Celebrate"
- Styles P & Sheek Louch & Jadakiss - "Blow Your Mind (Remix)"
- Papoose - "Stylin'" (*)
- Styles P - "What's the Problem"
- Uncle Murda - "Anybody Can Get It"
- Qadir - "Nickname"
- Busta Rhymes - "Where's My Money"
- Maino - "Getaway Driver"
- Red Cafe - "Stick'm"
- Kanye West - "Love Lockdown"
- Tru-Life - "Wet 'em Up"
- Johnny Polygon - "Price on Your Head"

### The Classics 104.1
DJ: DJ Premier

Género: Old school rap, Edad de oro del hip hop

#### Canciones
Las canciones con asterisco (*) fueron removidas de la estación.
- Group Home - "Supa Star"
- Brand Nubian - "All for One" (*)
- Special Ed - "I Got It Made"
- Jeru the Damaja - "D. Original"
- Marley Marl & Craig G - "Droppin' Science" (*)
- MC Lyte - "Cha Cha Cha"
- Audio Two - "Top Billin'"
- Stetsasonic - "Go Stetsa I"
- T La Rock & Jazzy Jay - "It's Yours"
- Gang Starr - "Who's Gonna Take the Weight?"
- Main Source & Nas & Akinyele - "Live at the Barbeque"

### Fusion FM
DJ: Roy Ayers

Género: Jazz, funk, jazz rock, funk rock, jazz fusion

#### Canciones
- David Axelrod & David McCallum - "The Edge"
- Roy Ayers - "Funk in the Hole"
- Gong - "Heavy Tune"
- David Axelrod - "Holy Thursday"
- Grover Washington Jr. - "Knucklehead"
- Aleksander Maliszewski - "Pokusa"
- Ryo Kawasaki - "Raisins"
- Marc Moulin - "Stomp"
- Billy Cobham - "Stratus"
- Tom Scott & L.A. Express - "Sneakin' in the Back"

### International Funk 99 (IF99)
DJ: Femi Kuti

Género: Funk, afrobeat

#### Canciones
Las canciones con asterisco (*) fueron removidas de la estación.
- Lonnie Liston Smith - "A Chance for Peace"
- War - "Galaxy"
- The O'Jays - "Give the People What They Want"
- Gil Scott-Heron - "Home Is Where the Hatred Is" (*)
- The Meters - "Just Kissed My Baby"
- Mandrill - "Livin' It Up"
- Manu Dibango - "New Bell"
- Fela Kuti - "Sorrow, Tears & Blood"
- Femi Kuti - "Truth Don Die"
- Creative Source - "Who Is He and What Is He to You"
- Hummingbird - "You Can't Hide Love"
- Fela Kuti - "Zombie"

### Jazz Nation Radio 108.5 (JNR)
DJ: Roy Haynes

Género: Jazz, big band, free jazz

#### Canciones
- Count Basie - "April in Paris"
- John Coltrane - "Giant Steps"
- Chet Baker - "Let's Get Lost"
- Art Blakey & The Jazz Messengers - "Moanin'"
- Miles Davis - "Move"
- Charlie Parker - "Night and Day"
- Roy Haynes - "Snap Crackle"
- Sonny Rollins - "St. Thomas"
- Duke Ellington - "Take the "A" Train"
- Dizzy Gillespie - "Whisper Not (Big Band)"

### The Journey
DJ: Síntesis de habla

Género: Ambient, chillout, downtempo, minimalismo, new age

#### Canciones
Las canciones con asterisco (*) fueron removidas de la estación.
- Global Communication - "5 23"
- Terry Riley - "A Rainbow in Curved Air" (*)
- Steve Roach - "Arrival"
- Michael Shrieve - "Communique 'Approach Spiral'" (*)
- Jean-Michel Jarre - "Oxygène (Part IV)"
- Philip Glass - "Pruit Igoe"
- Tangerine Dream - "Remote Viewing"
- Aphex Twin - "Z Twig"
- Ray Lynch - "The Oh of Pleasure"

### K109 The Studio
DJ: Karl Lagerfeld

Género: Disco, funk, space disco, post-disco

#### Canciones
Las canciones con asterisco (*) fueron removidas de la estación.
- Peter Brown - "Burning Love Breakdown"
- Tamiko Jones - "Can't Live Without Your Love" (*)
- Gino Soccio - "Dancer"
- Suzy Q - "Get On Up and Do It Again"
- Electrik Funk - "On a Journey"
- Raymond Donnez - "Standing in the Rain"
- Cerrone - "Supernature"
- Rainbow Brown - "Till You Surrender"
- Harry Thumann - "Underwater"
- Skatt Brothers - "Walk the Night"

### Liberty City Hardcore (L.C.H.C.)
DJ: Jimmy Gestapo y Max Cavalera (contenido descargable)

Género: Punk rock, hardcore punk, grindcore, crossover thrash y varios géneros del metal extremo

#### Canciones
Las canciones con asterisco (*) fueron removidas de la estación.
- Murphy's Law - "A Day in the Life"
- Maximum Penalty - "All Your Boyz"
- Underdog - "Back to Back"
- Leeway - "Enforcer" (*)
- Sick of It All - "Injustice System!"
- Cro-Mags - "It's the Limit" (*)
- Sheer Terror - "Just Can't Hate Enough (Live)"
- Bad Brains - "Right Brigade"
- Killing Time - "Tell Tale"
- Agnostic Front - "Victim in Pain"

### Liberty Rock Radio 97.8
DJ: Iggy Pop

Género: Rock clásico, pop rock, hard rock, glam rock, blues-rock, heavy metal, rock alternativo

#### Canciones
Las canciones con asterisco (*) fueron removidas de la estación.
- The Smashing Pumpkins - "1979" (*)
- Godley & Creme - "Cry"
- The Stooges - "I Wanna Be Your Dog"
- The Sisters of Mercy - "Dominion/Mother Russia"
- Stevie Nicks - "Edge of Seventeen" (*)
- Electric Light Orchestra - "Evil Woman" (*)
- David Bowie - "Fascination" (*)
- Hello - "New York Groove"
- Black Sabbath - "Heaven and Hell" (*)
- Bob Seger & The Silver Bullet Band - "Her Strut"
- Genesis - "Mama"
- Q Lazzarus - "Goodbye Horses"
- Queen - "One Vision"
- The Black Crowes - "Remedy"
- Joe Walsh - "Rocky Mountain Way"
- Heart - "Straight On"
- Steve Marriot's Scrubbers - "Cocaine"
- Thin Lizzy - "Jailbreak"
- The Who - "The Seeker"
- Elton John - "Street Kids"
- ZZ Top - "Thug"
- R.E.M. - "Turn You Inside-Out"

### Massive B Soundsystem 96.9
DJ: Bobby Konders

Género: Dancehall, reggae, ragga

#### Canciones
- Burro Banton - "Badder Den Dem"
- Choppa Chop - "Set It Off"
- Mavado - "Real McKoy with a Full Clip"
- Jabba - "Raise It Up"
- Bunji Garlin - "Brrt"
- Richie Spice - "Youth Dem Cold"
- Chuck Fenda - "All About Da Weed"
- Chezidek - "Call Pon Dem"
- Mavado - "Last Night" (A-cappela)
- Spragga Benz - "Da Order"
- Bounty Killer - "Bullet Proof Skin" (A-cappela)
- Shaggy - "Church Heathen"
- Munga - "No Fraid A"
- Buju Banton - "Driver"

### Radio Broker
DJ: Juliette Lewis

Género: Indie rock, rock alternativo, dance-punk, rock electrónico

#### Canciones
Las canciones con asterisco (*) fueron removidas de la estación.
- The Boggs - "Arm in Arm (Shy Child Mix)"
- Cheeseburger - "Cocaine"
- Get Shakes - "Disneyland, Pt 1"
- LCD Soundsystem - "Get Innocuous!"
- The Prairie Cartel - "Homicide"
- Juliette and the Licks - "Inside the Cage (David Gilmour Girls remix)"
- Unkle & The Duke Spirit - "Mayday"
- The Rapture - "No Sex for Ben"
- Tom Vek - "One Horse Race"
- Teenager - "Pony"
- Les Savy Fav - "Rage in the Plague Age"
- White Light Parade - "Riot in the City"
- Deluka - "Sleep Is Impossible"
- The Black Keys - "Strange Times"
- The Pistolas - "Take It with a Kiss"
- Ralph Myerz and the Jack Herren Band - "The Teacher" (*)
- Greenskeepers - "Vagabond"
- Whitey - "Wrap It Up"
- !!! - "Yadnus (Still Going to the Roadhouse mix)"

### San Juan Sounds
DJ: Daddy Yankee

Género: Reggaeton, merengue, pop latino

#### Canciones
Las canciones con asterisco (*) fueron removidas de la estación.
- Calle 13 - "Atrévete-Te-Te"
- Daddy Yankee - "Impacto"
- Héctor el Father - "Maldades"
- Julio Voltio & Jowell & Randy - "Pónmela"
- Don Omar - "Salió el Sol"
- Wisin & Yandel - "Sexy Movimiento"
- Tito el Bambino & Jowell Y Randy Ft De La Ghetto - "Siente el Boom (remix)"
- Angel y Khriz - "Ven Báilalo" (*)

### Tuff Gong Radio
DJ: Carl Bradshaw

Género: Reggae, dub

#### Canciones
(Toda la música por Bob Marley o Stephen Marley)
- Stephen Marley - "Chase Dem"
- Bob Marley & The Wailers - "Concrete Jungle (The Unreleased Original Jamaican Version)"
- Bob Marley & The Wailers - "Pimper's Paradise"
- Bob Marley & The Wailers - "Rat Race"
- Bob Marley & The Wailers - "Rebel Music (3 O'Clock Roadblock)"
- Bob Marley & The Wailers - "Satisfy My Soul"
- Bob Marley & The Wailers - "So Much Trouble in the World"
- Bob Marley & The Wailers & Damian Marley - "Stand Up Jamrock"
- Bob Marley & The Wailers - "Wake Up & Live (Parts 1 & 2)"

### The Vibe 98.8
DJ: Vaughn Harper

Género: Soul, R&B, funk, quiet storm

#### Canciones
Las canciones con asterisco (*) fueron removidas de la estación.
- R. Kelly - "Bump n' Grind"
- Mtume - "C.O.D. (I'll Deliver)" (*)
- Alexander O'Neal - "Criticize"
- RAMP - "Daylight"
- The Isley Brothers - "Footsteps in the Dark"
- Jodeci - "Freek'n You"
- Lloyd - "Get It Shawty"
- Jill Scott - "Golden"
- Loose Ends - "Hangin' on a String (Contemplating)"
- Freddie Jackson - "Have You Ever Loved Somebody"
- Dru Hill - "In My Bed (So So Def remix)"
- Marvin Gaye - "Inner City Blues (Make Me Wanna Holler)"
- Minnie Riperton - "Inside My Love"
- Barry White - "It's Only Love Doing Its Thing"
- C.J. - "I Want You"
- The S.O.S. Band - "Just Be Good to Me"
- Ginuwine - "Pony"
- Raheem DeVaughn - "You"
- Ne-Yo - "Because of You"

### Vladivostok FM
DJ: Ruslana

Género: Música en idioma ruso, pop, rock, nu-disco, dance, hip-hop, house progresivo

#### Canciones
- Kinó - "Группа крови" (Gruppa Krovi)
- Marakesh - "Ждать" (Zhdat')
- Zveri - "Квартира" (Kvartira)
- Seryoga - "Король ринга" (Korol' Ringa)
- Seryoga - "Liberty City: The Invasion" (esta canción fue la única que se mantuvo en la última actualización)
- Splean - "Линия жизни" (Liniya Zhizni)
- Basta - "Мама" (Mama)
- Leningrad - "Никого не жалко" (Nikogo ne Zhalko)
- Ranetki - "О тебе" (O Tebe)
- Dolphin - "РЭП" (RAP)
- Glukoza - "Швайне" (Schweine)
- Ruslana - "Wild Dances" (Ukrainian FM Version)
- Oleg Kvasha - "Зеленоглазое такси" (Zelenoglazoe Taksi) (Club remix)

#### Canciones nuevas (reemplazando a las existentes)
- Aleksey Bolshoy - "Я ненавижу караоке" [YA Nenavizhu Karaoke / I Hate Karaoke]
- Seryoga - Mon Ami (ft. Max Lorens)
- Seryoga - "Добавь скорость" [Dobav' Skorost / Add Speed]
- Seryoga - "Чики" [Chiki / Girl in Spain]
- Delise - "Горячее Лето" [Goryacheye Leto / Hot Summer]
- Zhenya Fokin -"Ночью" [Noch'ju / Tonight]
- Kievelektro - "Гуляй, Славяне!" [Gulyaj, Slavyane! / Have Fun, Slavs!] (ft. Alyona Vinnitskaya)
- Riffmaster - "Бегу" [Begu / Run] (Rancho Song)
- Riffmaster - Riffmaster Tony
- Ayvengo  - Underground
- Ayvengo - Репрезенты [Reprezenty]

### Independence FM
La versión de PC de Grand Theft Auto IV posee la estación de radio "Independence FM", que al igual que otras entregas de PC desde Grand Theft Auto III utiliza una estación de radio personalizada reproduciendo archivos  de música del usuario, ya sea como un acceso directo o un archivo completo, el usuario puede reproducir en varios modos la música. como colocar anuncios en medio de lista de reproducción e inclusive comentarios con DJ. Soporta archivos de formato .mp3, .wma y .m4a (este último requiere QuickTime o iTunes instalado).

## Emisoras habladas
A continuación se muestra las emisoras habladas o de voz que aparecen en Grand Theft Auto IV, según el manual del videojuego.

### Integrity 2.0
Presentador: Lazlow

Temática: Radio hablada

Otra información: La emisora presenta a Lazlow recorriendo Liberty City, mientras entrevista a varios vendedores y peatones. Durante el programa se hacen varias referencias sobre la vida de Lazlow, como anteriormente V-Rock en Vice City, WCTR en San Andreas y Chatterbox FM en Liberty City. También hay referencias específicas al programa que Chatterbox transmitió en GTA III. En el transcurso de su programa, Lazlow entrevista a un pervertido, un vendedor latino de perritos calientes, un conductor de taxi y un artista grabando un vídeo musical sobre la lluvia. Discute, además, con varios peatones, entre ellos una ciudadana que le pide que baje el tono de voz, uno le dice que es un idiota, una adolescente obsesionada por Internet que le llama anciano y un geek que pide construir un sitio web para vender cosas de Lazlow.
En la expansión The Ballad of Gay Tony [TBoGT] incluye nuevo contenido de la emisora, en la cual, Lazlow menciona que la estación estuvo fuera del aire debido a falta de patrocinadores (lo que explica que la emisora no aparece en The Lost And Damned [TLAD]). En estos nuevos segmentos Lazlow tiene un pasante sin sueldo llamado Jorge (Lazlow menciona es un inmigrante ilegal. No está muy claro si es de El Salvador, Nicaragua o Honduras, ya que solo se menciona que vivió en esos países).

### PLR – Public Liberty Radio
Programa: The Séance

Presentador: Beatrix Fontaine (Ilyana Kadushin)

Temática: Un talk show centrado en el espiritismo de la Nueva era. Durante el show, Beatrix, una falsa médium húngara, ofrece un dudoso asesoramiento al público que llama al programa, a los que pregunta constantemente por su dinero. El apellido de Beatrix puede ser una referencia a Darius Fontaine, un vendedor ambulante que logró una fortuna rápidamente en Grand Theft Auto: San Andreas.

Programa: Pacemaker

Presentador: Ryan McFallon (Bryan Tucker)

Temática: Un talk show centrado en la salud. El presentador Ryan McFallon entrevista a tres invitados: Sheila Stafford (representada por Rachel Allen), una portavoz de Betta Pharmaceuticals que dijo que dejaron morir a una paciente porque Stafford temía que la mujer la fuese a demandar; Wilson Taylor Sr. (representado por Bill Hader), un representante de HMO; y Waylon Mason (representado por Rick Shapiro), un defensor de la medicina holística y remedios caseros. El show termina con Mason perforando las cabezas de los otros dos invitados.

Programa: Intelligent Agenda

Presentador: Mike Riley (Brian Sack)

Temática: Un talk show de izquierdas. El presentador Mike Riley entrevista a tres invitados: Brandon Roberts, un actor de Vinewood que se asocia a causas izquierdistas para mejorar su imagen; John Hunter, candidato a gobernador del estado; y Zachary Tyler, un niño prodigio llevado al programa como un ejemplo de educación liberal, pero que en realidad es un elitista. El programa termina con Hunter azotando a Tyler, mientras este suplica '¡No! ¡Por favor no!'. Roberts también menciona una religión "real" de la que es miembro, El Programa Épsilon de Grand Theft Auto: San Andreas y dice "Kifflom" al inicio del programa.

### WKTT – We Know The Truth
Programa: Richard Bastion Show

Presentador: Richard Bastion (representado por Jason Sudeikis)

Temática: Un talk show de llamadas en directo orientado a la derecha política. Durante el programa, el presentador Richard Bastion (una parodia de Rush Limbaugh) contesta a la preguntas y quejas de los invitados sobre lo que consideran que está mal en Estados Unidos. Un oyente se refiere al "Maibatsu Monstrosities", un voluminoso vehículo deportivo utilitario que parodia al Toyota Land Cruiser, en alusión a los anuncios de radio de GTA III y a una de las oyentes de Chatterbox FM que conducía uno de estos vehículos.

Otra información: En julio de 2007, Rockstar envió un correo electrónico a sus suscriptores anunciándoles la oportunidad de aparecer en las sesiones de grabación para el juego. El correo electrónico incluía un enlace a un sitio web con más información. En esa página web se explicaba que cualquiera podría llamar desde su teléfono móvil y expresar su malestar sobre lo que no consideraba que estaba bien en Estados Unidos. Los mensajes seleccionados serían elegidos y aparecerían en la charla política de la emisora WKTT en la parte final del juego.

Programa: Just or Unjust

Presentador: Judge Grady (Michael Leon Wooley)

Temática: Un programa que consiste en un tribunal radiofónico, inspirados en los programas reales Judge Judy y Divorce Court, ambos de ámbito televisivo. La estrella del programa es Judge Grady, un presentador extremadamente misógino que carga constantemente contra sus invitadas femeninas. Al final de cada juicio, antes de que el juez decida quién tiene la razón, el demandante y el demandado toman parte en un juego para comprobar quien gana el juicio. Esos juegos incluyen duelos, combates de gladiadores con leones y concursos en los que se come cristal.

Programa: Fizz!

Presentador: Jane Labrador (Melinda Wade), Marcel LeMuir (cuya voz la interpreta Fez Whatley), Jeffron James (interpretado por Patrice O'Neal)

Temática: Un programa radiofónico de cotilleos de celebridades que parodia a TMZ y What the Buck. Se incluyen entrevistas con los anfitriones del Club de la Comedia de Liberty City, Split Sides, los cómicos Ricky Gervais y Katt Williams.
Programa: The Martin Serious Show

Presentador: Martin Serious, Lisa Lynn, Mark "el Mánager", Smithy "el chico acróbata"

Temática: Solo disponible en Grand Theft Auto IV: The Lost and Damned, es una parodia a The Howard Stern Show

## Canciones y estaciones de radio incluidas en el contenido descargable
En el siguiente listado, se encuentran los sencillos en los contenidos descargables publicados a través del 2008 y 2009 de Grand Theft Auto: Episodes from Liberty City, Grand Theft Auto IV: The Lost and Damned, Grand Theft Auto: The Ballad of Gay Tony y también del disco de la banda sonora de la estación Vladivostok FM titulada "Grand Theft Auto IV: Vladivostok FM". y también estaciones de radio extras incluidas en los contenidos descargables.

### The Beat 102.7
- T.I. & Swizz Beatz - "Swing Ya Rag"
- Ron Browz - "Jumping (Out the Window)"
- DJ Khaled & Kanye West & T-Pain - "Go Hard"
- Kardinal Offishall & Akon & Sean Paul - "Dangerous (remix)"
- John Legend & André 3000 - "Green Light"
- Kanye West - "Love Lockdown"
- B.o.B - "Auto-Tune"
- Termanology - "Here in Liberty City"
- Freeway - "Carjack"
- Saigon - "Spit"
- Skyzoo - "The Chase Is On"
- Consequence - "I Hear Footsteps"
- Talib Kweli - "My Favorite Song"
- Busta Rhymes & Ron Browz - "Arab Money"
- Busta Rhymes & Young Jeezy & Jadakiss - "Respect My Conglomerate"

### K109 The Studio
- Change - "A Lover's Holiday"
- Rufus & Chaka Khan - "Any Love"
- Fatback Band - "(Are You Ready) Do the Bus Stop"
- A Taste of Honey - "Boogie Oogie Oogie"
- The Trammps - "Disco Inferno"
- Creme D'Cocoa - "Doin' the Dog"
- Chic - "Everybody Dance"
- Sister Sledge - "He's the Greatest Dancer"
- Sylvester - "I Need You"
- Patrick Cowley - "Menergy"
- Stephanie Mills - "Put Your Body in It"
- Dan Hartman - "Relight My Fire"
- Peaches & Herb - "Shake Your Groove Thing"
- Rose Royce - "Still in Love" (*)
- Machine - "There But For the Grace of God Go I"
- Candi Staton - "Young Hearts Run Free"

### Liberty City Hardcore (L.C.H.C.)
- At the Gates - "Slaughter of the Soul"
- Drive By Audio - "Jailbait"
- Celtic Frost - "Inner Sanctum"
- Entombed - "Drowned"
- Sepultura - "Dead Embryonic Cells"
- Deicide - "Dead by Dawn"
- Cannibal Corpse - "I Cum Blood"
- Bathory - "Call from the Grave" (*)
- Kreator - "Awakening of the Gods"
- Terrorizer - "Fear of Napalm"

### Liberty Rock Radio 97.8
- Nazareth - "Hair of the Dog"
- Styx - "Renegade"
- Rod Stewart - "Every Picture Tells a Story"
- Lynyrd Skynyrd - "Saturday Night Special"
- James Gang - "Funk #49"
- The Edgar Winter Group - "Free Ride"
- Aerosmith - "Lord of the Thighs"
- Deep Purple - "Highway Star"
- AC/DC - "Touch Too Much" (*)
- Foghat - "Drivin' Wheel"
- The Doors - "Five to One" (*)
- Alice Cooper - "Go to Hell"
- Jefferson Starship - "Jane" (*)
- Iron Maiden - "Run to the Hills" (*)
- Mötley Crüe - "Wild Side"
- Saxon - "Wheels of Steel"
- The Doobie Brothers - "China Grove"
- Bon Jovi - "Wanted Dead or Alive"

### Radio Broker
- Blonde Acid Cult - "Shake It Loose"
- Kill Memory Crash - "Hell on Wheels"
- Magic Dirt - "Get Ready to Die"
- Brazilian Girls - "Nouveau Americain"
- Adam Freeland - "Borderline"
- Kreeps - "The Hunger (Blood in My Mouth)"
- Japanther - "Radical Businessman"
- Foxylane - "Command"
- Monotonix - "Body Language"
- Game Rebellion - "Dance Girl (GTA Mix)"
- The Yelling - "Blood on the Steps"
- The Jane Shermans - "I Walk Alone"

### San Juan Sounds
- Ivy Queen - "Dime" (Bachata Remix) (*)
- Aventura - "El Desprecio" (*)
- Fulanito - "Guallando"
- Tego Calderón & Oscar D'León - "Llora, Llora" (*)
- Wisin & Yandel - "Me Estás Tentando"
- Angel y Khriz Ft Gocho & John Eric - "Na' De Na'" (*)
- Elvis Crespo - "Suavemente"
- Don Omar - "Virtual Diva"

### Vladivostok FM
- David Morales Ft. Lea-Lorien - "How Would U Feel"
- Steve Mac - "Lovin' You More (Freemasons Vocal Club Mix)"
- Sucker DJs - "Salvation (eSQUIRE Mix)" (*)
- Stonebridge Ft. Therese - "Put 'Em High (JJ's Club Mix)"
- Marly - "You Never Know (Morjac Extended Mix)"
- Shape: UK - "Lola's Theme"
- Freemasons Ft. Amanda Wilson - "Love On My Mind"
- Soulsearcher - "Can't Get Enough"
- Michael Gray - "The Weekend"
- Jonathan Peters Ft. Maya Azucena - "Music" (*)
- J Majik & Wickaman - "Crazy World (Fonzerelli Mix)"
- Booty Luv - "Boogie 2Nite (Seamus Haji Big Love Mix)"
- Hook n Sling - "The Best Thing"
- Eric Prydz - "Pjanoo (Club Mix)"
- David Guetta Ft. Kelly Rowland - "When Love Takes Over" (*)

### RamJam FM
DJ: David Rodigan

Género: Reggae, dub, dancehall
Canciones:
- Barrington Levy - "Don't Fuss Nor Fight (AKA Sweet Reggae Music)"
- Ini Kamoze - "Out of Jamaica"
- Damian Marley - "Holiday"
- The Morwells & Prince Jammy - "Jammin' for Survival"
- John Holt & Sizzla - "Police in Helicopter"
- Sugar Minott - "Hard Time Pressure"
- Desmond Dekker - "007 (Shanty Town)"
- Major Lazer & Turbulence - "Anything Goes"
- Prince Jammy - "Jammy A Shine"
- Toots and the Maytals - "54-46 Was My Number"
- Frankie Paul - "Worries in the Dance"
- Mr. Vegas - "Mus Come a Road"

### Self-Actualization FM
DJ: Audrey

Género: Ambient, chillout, downtempo, new age
Canciones:
- The Orb - "A Huge Ever Growing Pulsating Brain That Rules from the Centre of the Ultraworld" (Live Mix MK10)
- Alpha Wave Movement - "Artifacts & Prophecies"
- Autechre - "Bike"
- Larry Heard - "Cosmology Myth"
- Chilled by Nature - "Go Forward" (Love Bubble Mix)
- Tom Middleton - "Moonbathing"
- Alucidnation - "Skygazer (3002)" (Remix)
- Pete Namlook & Klaus Schulze & Bill Laswell - "V/8 Psychedelic Brunch"

### Vice City FM
DJ: Fernando Martínez

Género: Pop, rock, synthpop, new wave, pop rock
Canciones:
- Neneh Cherry - "Buffalo Stanc"
- Swing Out Sister - "Breakout"
- Robbie Nevil - "C'est La Vie" (*)
- Roachford - "Cuddly Toy"
- Narada Michael Walden - "Divine Emotions"
- Five Star – "Find the Time"
- T'Pau – "Heart and Soul"
- Mai Tai - "History" (*)
- Nu Shooz - "I Can't Wait"
- Texas - "I Don't Want a Lover"
- Marillion - "Kayleigh"
- Hue and Cry – "Labour of Love"
- Climie Fisher - "Love Changes (Everything)"
- Hall & Oates - "Maneater"
- Curiosity Killed the Cat - "Misfit"
- Coldcut & Lisa Stansfield - "People Hold On"
- Level 42 - "Something About You"
- Jeffrey Osborne - "Stay With Me Tonight"
- Womack & Womack - "Teardrops" (*)
- Roxette - "The Look"
- Re-Flex - "The Politics of Dancing"
- 'Til Tuesday - "Voices Carry"
- Boy Meets Girl - "Waiting for a Star to Fall"
- Prefab Sprout - "When Love Breaks Down"
- Terence Trent D'Arby - "Wishing Well"
- Wet Wet Wet - "Wishing I Was Lucky"
- Scritti Politti - "Wood Beez (Pray Like Aretha Franklin)" (*)
- John Farnham - "You're the Voice" (*)

## Otra música del juego
A continuación se muestran canciones que pueden encontrarse en la historia del juego, pero que no aparecen en ninguna estación de radio, como se cita en el manual del videojuego. Estas canciones solo pueden ser escuchadas cuando el jugador entra en determinados lugares de la ciudad.

### Música del interior de edificios
- Rick James – "Come Into My Life" (primera/segunda canción escuchada durante el striptease privado en el Triangle Club y Honkers)
- Rick Ross – "Hustlin'" (se escucha durante una de las dos actuaciones del cómico Katt Williams en el club de la comedia Split Sides)
- Goldfrapp – "Ooh La La" (segunda/tercera canción escuchada durante el striptease privado en el Triangle Club y Honkers)
- Mystikal – "Shake Ya Ass" (tercera/primera canción escuchada durante el striptease privado en el Triangle Club y Honkers)
- Niall Toner – "A Real Real"
- Killian's Angels – "Celtic High Step" (puede escucharse constantemente en el bar irlandés Steinway Beer Garden, en Dukes)
- Don Omar - "Dale Don Dale" (se escucha en la primera misión de Elizabeta en Episodes From Liberty City)

### Anuncios de radio
- Murderdolls – "Dead in Hollywood" (Riff de apertura durante los anuncios de Liberty Rock Radio)
- Type O Negative – "I Don't Wanna Be Me" (Riff de apertura/feedback en el comienzo de los anuncios de Liberty Rock Radio)
- Korn - No Way (Riff de bajo en comercial de Liberty Rock Radio)